# Eowils et Halfdan
 Eowils & Halfdan (II) (tués en 910)  sont des co-rois  du royaume viking d'York en Northumbrie de 902/903 à 910.

## Règne
Le règne conjoint d’Eowils (vieux norrois Auðgisl gaëlique Auisle) d'Halfdan (II), et peut-être d’un certain Ivarr/Ingwær sur York débute après la mort d'Æthelwold, prétendant au trône du Wessex tué en 902 à la suite d’une révolte contre son cousin le roi Édouard l'Ancien.
Le règne des deux Danois sur le Royaume viking d'York dure 8 ans, jusqu’à ce qu'ils soient eux aussi vaincus et tués par le roi des Anglo-Saxons avec de nombreux membres de l’aristocratie vikings du royaume lors de la Bataille de Tettenhall le 5 août 910  en Mercie,Leur mort marque de la fin de la dynastie anglo-danoise Scalding qui s'était implantée en Angleterre dans la décennie 870. La domination des Scandinaves sur York ne sera rétablie que par le roi de Dublin Ragnall ua Ímair.